# Marc Janssens
Marc Janssens (né le 13 novembre 1968 à Duffel) est un coureur cycliste et directeur sportif belge. Professionnel de 1993 à 2001 et spécialiste du cyclo-cross, il a été trois fois champion de Belgique de cette discipline. Il a remporté deux fois le Trophée Gazet van Antwerpen (1990-1991 et 1998-1999), s'est classé deux fois troisième de la Coupe du monde et une fois deuxième du Superprestige. Après sa carrière de coureur, il est devenu commentateur des compétitions de cyclo-cross sur la chaîne de télévision flamande VT4. 

## Palmarès

### Cyclo-cross
| Épreuve / Édition | Championnat du monde | Coupe du monde | Superprestige | Championnat de Belgique |
| 1985/1986 (jun.)  | 6e                   |                |               |                         |
| 1986/1987 (jun.)  | Or                   |                |               |                         |
| 1987/1988         |                      |                |               |                         |
| 1988/1989         |                      |                |               |                         |
| 1989/1990         |                      |                |               |                         |
| 1990/1991         |                      |                |               |                         |
| 1991/1992         |                      |                |               |                         |
| 1992/1993 (am.)   | 8e                   |                | 8e            |                         |
| 1993/1994         | 8e                   | 3e             | 2e            |                         |
| 1994/1995         | 25e                  |                | 4e            | Or                      |
| 1995/1996         | 18e                  |                | 6e            |                         |
| 1996/1997         | 14e                  | 3e             | 5e            | 5e                      |
| 1997/1998         | 11e                  | 4e             |               | Or                      |
| 1998/1999         |                      | 5e             |               | Or                      |
| 1999/2000         | 16e                  |                |               | 4e                      |
| 2000/2001         |                      |                | 9e            |                         |

### Cyclisme sur route
- 1989
  - 5e étape du Tour de la province de Namur
- 1991
  - 1re étape du Tour de la province de Liège
  - 3e étape du Tour de la province de Namur
- 1992
  - 9e étape du Tour d'Autriche
  - 4ea et 4eb (contre-la-montre) étapes du Tour de la province de Liège
- 1993
  - 1re et 3e étapes du Tour de la province de Liège
  - Liège-Bastogne-Liège espoirs
  - 3e du Tour de la province de Liège